# Aruna Dharshana
Aruna Dharshana (né le 19 janvier 1999 dans le district de Trinquemalay) est un athlète srilankais, spécialiste du 400 mètres. 
Le 31 octobre 2018, il porte son record personnel à 45 s 78 à Colombo.

## Palmarès
| Date | Compétition         | Lieu     | Résultat | Épreuve         | Marque        |
| ---- | ------------------- | -------- | -------- | --------------- | ------------- |
| 2023 | Championnats d'Asie | Bangkok  | 1er      | 4 × 400 m       | 3 min 1 s 56  |
| 2023 | Championnats d'Asie | Bangkok  | 2e       | 4 × 400 m mixte | 3 min 15 s 41 |
| 2023 | Jeux asiatiques     | Hangzhou | 3e       | 4 × 400 m       | 3 min 2 s 55  |

## Records
| Épreuve | Temps   | Lieu        | Date        |
| ------- | ------- | ----------- | ----------- |
| 400 m   | 44 s 99 | Saint-Denis | 4 août 2024 |